# Panzerlied
Panzerlied bezeichnet im weiteren Sinn idealisierende Soldatenlieder oder Gedichte der Panzertruppe und im engeren Sinn ein gleichnamiges Lied von Kurt Wiehle. 
Die meisten in Stil und Wortwahl für gewöhnlich eher einfach gehaltenen Verse entstanden während des Zweiten Weltkriegs. Die Verfasser sind meist anonym; schriftliche Veröffentlichungen gab es höchstens im Selbstverlag oder in Briefform. Diese Art von Soldatenliedern wird erst in neuerer Zeit als eigenständige Literaturform von Historikern wiederentdeckt und erforscht.

## Panzerlied von Kurt Wiehle
Das bekannteste deutsche Panzerlied, welches bis Mai 2017 bei der Deutschen Bundeswehr gesungen wurde, trägt ebenso diesen Titel. Es stammt von Oberleutnant Kurt Wiehle. Er schrieb es am 28. Juni 1935 auf der Fahrt nach Königsbrück/Sachsen. Als Ursprung der Melodie wird u. a. im Liederbuch der Bundeswehr das Luiska-Lied (Weit über den Klippen) genannt. Tatsächlich stimmt die Melodie jedoch mit der Melodie des antisemitischen SS-Liedes Die eiserne Schar überein. Dieses Panzerlied erlangte u. a. deswegen allgemeine Bekanntheit, weil es in dem Kriegsfilm Die letzte Schlacht (im Original: Battle of the Bulge) von 1965 zu hören ist. Ein gewisses Maß an Popularität genießt es auch bei US-amerikanischen Truppen; die Melodie wurde für das Lied Képi Blanc der französischen Fremdenlegion verwendet. 
Drei Strophen des Liedes sind auch in der letzten Ausgabe des Liederbuches Kameraden singt! der Bundeswehr von 1991 enthalten. Im Mai 2017 stoppte Bundesverteidigungsministerin Ursula von der Leyen die weitere Ausgabe des Liederbuches, da „einige Textpassagen nicht mehr unserem Werteverständnis entsprechen“. Das Panzerlied stand dabei u. a. besonders in der Kritik.
Im April 2009 wurde ein Liederbuch der CDU Baden-Württemberg zurückgezogen, weil es dieses Lied enthielt. Günther Oettinger urteilte: „Ein solches Lied hat in keinem Liederbuch etwas verloren, schon gar nicht in einem der CDU“ und wies die Landesgeschäftsstelle an, das Buch „Lied.Gut.“ mit dem Untertitel „Volkslieder und Schlager für fröhliche Stunden“ einzustampfen. Er selbst hatte diese Liedersammlung zusammen mit Generalsekretär Thomas Strobl herausgegeben.
Die Melodie der zweiten Hälfte jeder Strophe wurde dem Refrain des Südwesterliedes (1937, Lied der Deutschen in Namibia) entlehnt.

## Weitere Panzerlieder
Bruno von Brackel schrieb den Text des Panzerliedes „Sitzt auf, Kameraden, den Motor werft an“.